# Friedrich Preuß
Friedrich Preuß (ur. 14 listopada 1850 w Jelitkowie, zm. 3 lutego 1914 w Berlinie) – nauczyciel, dyrektor gimnazjum w Nowym Mieście Lubawskim i w Braniewie, poseł Reichstagu.

## Życiorys
Uczęszczał do szkoły średniej (gimnazjum) w Wejherowie w Prusach Zachodnich, które ukończył zdaną maturą 17 lipca 1869 roku. Następnie studiował na Uniwersytecie Albrechta w Królewcu historię i języki starożytne. Zdał egzamin państwowy egzamin nauczycielski (Oberlehrerprüfung) i uzyskał doktorat w 1874 roku. Następnie pracował jako nauczyciel w gimnazjum w Reszlu i Chełmie, w latach 1886–1896 był dyrektorem progimnazjum w Nowym Mieście Lubawskim. W 1896 został dyrektorem gimnazjum w Chełmie, a od Wielkanocy 1901 dyrektorem gimnazjum w Braniewie. Oprócz pracy pedagoga w Nowym mieście Lubawskim był także przewodniczącym rady miejskiej, w Chełmie i w Braniewie radnym miejskim.
Od 1912 został członkiem niemieckiego Reichstagu z okręgu wyborczego nr 6 Braniewo–Lidzbark Warmiński z ramienia Niemieckiej Partii Centrum. Był członkiem Warmińskiego Towarzystwa Historycznego. Został odznaczony Orderem Orła Czerwonego IV Klasy.
Jego polityczna działalność nie trwała długo. 3 lutego 1914 roku zmarł nagle w gmachu parlamentu Rzeszy w Berlinie (Reichstagu) na zawał serca. Pochowany został w Braniewie. Po jego śmierci kierowanie braniewskim gimnazjum powierzono prof. Władysławowi Świtalskiemu.

## Literatura
- Die Zeit: Der nette braune Nachbar, 2 sierpnia 2007